# Childianea coomerensis
Childianea coomerensis är en plattmaskart som beskrevs av Faubel och Cameron 200. Childianea coomerensis ingår i släktet Childianea och familjen Actinoposthiidae. Inga underarter finns listade i Catalogue of Life.